# جف ایست
جف ایست (انگلیسی: Jeff East؛ زادهٔ ۲۷ اکتبر ۱۹۵۷) یک هنرپیشه اهل ایالات متحده آمریکا است. وی از سال ۱۹۷۳ میلادی تاکنون مشغول فعالیت بوده‌است.
از آثار برجسته این هنرپیشه می توان به فیلم سینمایی نقش هاکلبری فین در فیلم هاکلبری فین  و غرب رؤیایی اشاره کرد.